# Android Honeycomb
Android 3.0 - 3.2.6  Honeycomb é uma versão do sistema operacional Android desenvolvida pela Google. A versão foi feita para dispositivos com telas maiores, como tablets. Honeycomb também introduziu uma novo tema de interface de usuário "holográfico".

## Mudanças

### v3.0 (API 11)
| Versão | Data de lançamento      | Características |
| ------ | ----------------------- | --- |
| 3.0    | 22 de fevereiro de 2011 | - Suporte otimizado para tablet com uma nova interface de usuário “holográfica” (removida novamente no ano seguinte com a versão 4.2); - Novo Easter egg, uma imagem de uma abelha com o tema Tron; - Adicionada barra de sistema, com acesso rápido a notificações, status e botões de navegação, disponíveis na parte inferior da tela; - Adicionada a barra de ação, dando acesso a opções contextuais, navegação, widgets ou outros tipos de conteúdo na parte superior da tela; - Multitarefa simplificada - tocar em Aplicativos Recentes na Barra do Sistema permite que os usuários vejam instantâneos das tarefas em andamento e pule rapidamente de um aplicativo para outro; - O teclado foi redesenhado, tornando a digitação rápida, eficiente e precisa em telas maiore; - Interface de copiar/colar simplificada e mais intuitiva; - Múltiplas guias do navegador substituindo as janelas do navegador, além do preenchimento automático de formulários e um novo modo “incógnito”, permitindo uma navegação um tanto anônima; - Acesso rápido à exposição da câmera, foco, flash, zoom, câmera frontal, lapso de tempo e outros recursos da câmera; - Capacidade de visualizar álbuns e outras coleções em modo de tela inteira na Galeria, com fácil acesso às miniaturas de outras fotos; - Nova IU de contatos de dois painéis e rolagem rápida para permitir que os usuários organizem e localizem contatos facilmente; - Nova IU de e-mail com dois painéis para tornar a exibição e organização de mensagens mais eficiente, permitindo que os usuários selecionem uma ou mais mensagens; - Aceleraçao do hardware; - Suporte para Processador multinúcleo; - Capacidade de criptografar todos os dados do usuário; - Pilha HTTPS aprimorada com indicação de nome de servidor (SNI); - Sistema de arquivos no espaço do usuário (FUSE; módulo do kernel); - Impede que os aplicativos tenham acesso de gravação ao armazenamento secundário (cartões de memória em dispositivos com armazenamento primário interno) fora dos diretórios designados e específicos do aplicativo. O acesso total ao armazenamento interno primário ainda é permitido por meio de uma permissão separada no nível do aplicativo. |

### v3.1 (API 12)
| Versão | Data de lançamento | Características |
| ------ | ------------------ | --- |
| 3.1    | 10 de maio de 2011 | - Refinamentos da interface do usuário; - Conectividade para acessórios USB (USB USB On-The-Go); - Lista expandida de aplicativos recentes; - Widgets redimensionáveis da tela inicial; - Suporte para teclados externos e dispositivos apontadores; - Suporte para joysticks e gamepads; - Suporte para reprodução de áudio FLAC; - Bloqueio de Wi-Fi de alto desempenho, mantendo conexões Wi-Fi de alto desempenho quando a tela do dispositivo está desligada; - Suporte para proxy HTTP para cada ponto de acesso Wi-Fi conectado. |

### v3.2 - v3.2.6 (API 13)
| Versão | Data de lançamento      | Características |
| ------ | ----------------------- | --- |
| 3.2    | 15 de julho de 2011     | - Suporte de hardware aprimorado, incluindo otimizações para uma gama mais ampla de tablets; - Maior capacidade dos aplicativos de acessar arquivos no cartão SD, por exemplo, para sincronização; - Modo de exibição de compatibilidade para aplicativos que não foram otimizados para resoluções de tela do tablet; - Novas funções de suporte de tela, dando aos desenvolvedores mais controle sobre a aparência da tela em diferentes dispositivos Android. |
| 3.2.1  | 20 de setembro de 2011  | - Correções de bugs e pequenas melhorias de segurança, estabilidade e Wi-Fi. - Atualização para o Android Market com atualizações automáticas e texto de Termos e Condições mais fácil de ler. - Atualização para o Google Livros. - Suporte aprimorado para Adobe Flash no navegador. - Previsão de escrita chinesa melhorada. |
| 3.2.2  | 30 de setembro de 2011  | - Correções de bugs e outras pequenas melhorias para o Motorola Xoom 4G. |
| 3.2.4  | 15 de dezembro de 2011  | - "Pay As You Go" para tablets 3G e 4G. |
| 3.2.6  | 15 de fevereiro de 2012 | - Corrigidos problemas de conectividade de dados ao sair do modo Avião no US 4G Motorola Xoom. |